# Masques (Szymanowski)
Pour les articles homonymes, voir Masque (homonymie).
Masques op. 34 est une œuvre pour piano écrite par Karol Szymanowski en 1915-1916.

## Contexte
En 1914, le compositeur se réfugie dans son village natal en Ukraine et y reste jusqu'à la Révolution russe. Il revient d'un long séjour en Europe, en Sicile et en Afrique du nord, où il puise son inspiration pour les œuvres de ces quelques années. Son style s'approche alors de l'impressionnisme debussyste et inaugure une série de musique à programme, aux sources littéraires, essentiellement des légendes de la Grèce antique, avec ses Mythes pour violon et piano, contemporains de ses Métopes pour piano et ses Masques. Ces trois œuvres forment ensemble une sorte de trilogie méditerranéenne.
Les trois pièces qui composent Masques offrent un raccourci sur trois mythes majeurs de l'imaginaire occidental, alors que ses Métopes s'inspirent de Homère. Elles ont été écrites dans un ordre chronologique différent de leur publication, Schéhérazade achevant initialement le cycle. Tantris est une déformation de Tristan, du mythe de Tristan et Iseut relayé dans une pièce de Ernst Hardt, où celui-ci se déguise en bouffon afin de rencontrer sa dulcinée.

## Structure
L'œuvre comprend trois mouvements :
- Schéhérazade
- Tantris le bouffon
- Sérénade de Don Juan

Sa durée d'exécution dure environ vingt-cinq  minutes.